# New Milford (Pensilvania)
New Milford es un borough ubicado en el condado de Susquehanna en el estado estadounidense de Pensilvania. En el año 2000 tenía una población de 878 habitantes y una densidad poblacional de 326.0 personas por km².

## Geografía
New Milford se encuentra ubicado en las coordenadas 41°52′35″N 75°43′35″O / 41.87639, -75.72639.

## Demografía
Según la Oficina del Censo en 2000 los ingresos medios por hogar en la localidad eran de $31,012 y los ingresos medios por familia eran $33,571. Los hombres tenían unos ingresos medios de $26,029 frente a los $17,333 para las mujeres. La renta per cápita para la localidad era de $14,733. Alrededor del 13.5% de la población estaba por debajo del umbral de pobreza.